# Birgitta Ingeborg Alice von Schweden

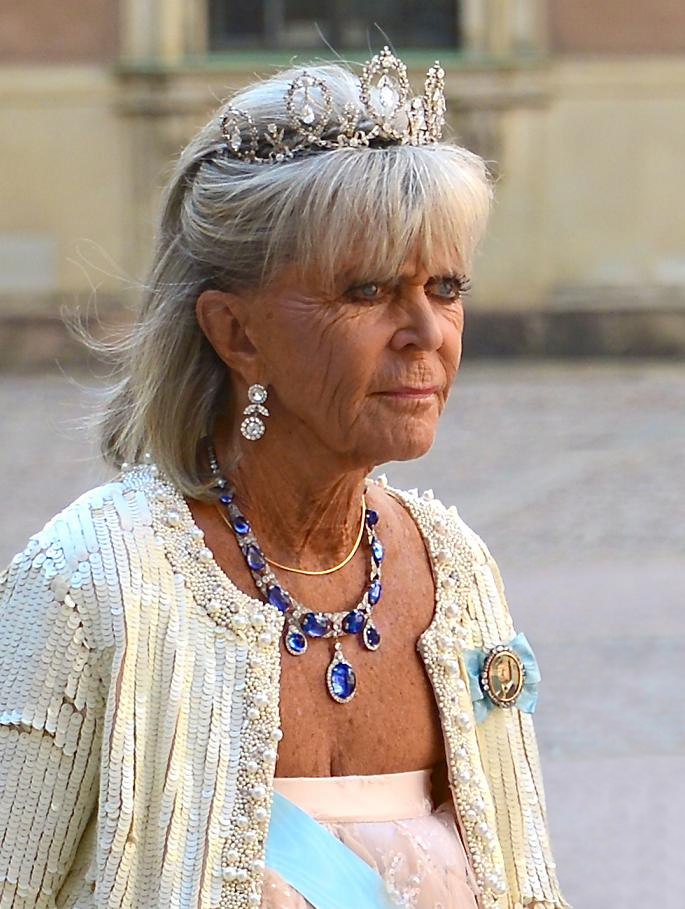
Prinzessin Birgitta (2013)

Birgitta Ingeborg Alice, Prinzessin von Schweden (* 19. Januar 1937 auf Schloss Haga bei Stockholm; † 4. Dezember 2024 auf Mallorca), Prinzessin von Hohenzollern, war das zweite Kind von Erbprinz Gustav Adolf von Schweden, Herzog von Västerbotten und damit eine Schwester des Königs Carl XVI. Gustaf von Schweden aus dem Hause Bernadotte.

## Leben
Prinzessin Birgitta wurde am 19. Januar 1937 als zweites Kind des Erbprinzen Gustav Adolf und Prinzessin Sibylla von Sachsen-Coburg und Gotha geboren. Sie hat einen Bruder und drei Schwestern: Margaretha, Désirée und Christina. Sie pflegte von Jugend an einen sportbetonten Lebensstil, der u. a. Tennis, Fechten und Golf beinhaltete.
Im Jahr 1959, während eines Besuches bei Verwandten, traf Birgitta bei einer Cocktailparty auf ihren zukünftigen Ehemann. Am 15. Dezember 1960 wurde die Verlobung mit Johann Georg Prinz von Hohenzollern (1932–2016), Sohn des Fürsten Friedrich von Hohenzollern (1891–1965) bekannt gegeben. Die standesamtliche Trauung fand am 25. Mai 1961 im Königlichen Schloss in Stockholm, die kirchliche Trauung am 30. Mai 1961 in der Stadtpfarrkirche St. Johann Evangelist in Sigmaringen statt.
Als Witwe von Johann Georg Prinz von Hohenzollern war sie die einzige der Geschwister, deren Ehepartner aus einer Familie des Hochadels stammt. Somit durfte sie den Titel einer Königlichen Hoheit behalten. 1990 trennte sich das Paar, blieb aber verheiratet. Birgitta lebte bis zu ihrem Tod auf Mallorca. Ihr Mann war bis 1998 der Generaldirektor der Bayerischen Staatsgemäldesammlung. Er starb Anfang März 2016 in München.
Aus der Ehe gingen drei Kinder hervor:
- Carl Christian (* 1962) ⚭ 1999 Nicole Helene Neschitsch
- Désirée (* 1963) ⚭ 1.) 1990 Heinrich Graf zu Ortenburg,  ⚭ 2.) 2004 Eckbert von Bohlen und Halbach
- Hubertus (* 1966) ⚭ 2000 Uta Maria König

Prinzessin Birgitta engagierte sich in mehreren wohltätigen Organisationen und war Ehrenvorsitzende der Königlichen Schwedischen Golfgesellschaft, die sie nach dem Tod ihres Onkels Prinz Bertil von Schweden übernahm. Sie veranstaltete regelmäßige Golfturniere auf ihrem privaten Golfplatz auf Mallorca, bei denen im Anschluss die „Princess Birgitta Trophy“ verliehen wird.
Birgitta starb am 4. Dezember 2024 in ihrem Haus auf Mallorca. Sie wurde am 15. Dezember begraben.

## Titel und Wappen

### Titel
- Ihre Königliche Hoheit Birgitta, Prinzessin von Schweden (1937–1961)

(schwedisch: Hennes Kungliga Höghet Birgitta, Sveriges Prinsessa)
- Ihre Königliche Hoheit Birgitta, Prinzessin von Schweden und Hohenzollern (1961–2024)

(schwedisch: Hennes Kungliga Höghet Birgitta, Prinsessa av Sverige och Hohenzollern)

### Wappen

Birgittas Wappen

Das Wappen ist durch ein goldenes schmales Tatzenkreuz geviert und trägt einen Herzschild.

Allianzwappen Hohenzollern-Schweden

Der Herzschild ist gespalten. Rechts in Blau und Rot, schrägrechts geteilt von einem silbernen Schrägbalken mit einer goldenen pfahlgestellten Wasagarbe. Links oben in Blau ein nach rechts auffliegender goldener Adler, über dem das Sternbild „Großer Wagen“ mit sieben goldenen Sternen schwebt. Darunter eine dachförmige silberne Brücke mit zwei gezinnten Türmen, die auf einem mittleren, großen und zwei kleineren Durchgängen, über einem mit silbernen Wellen geschnittenen, silbernen Feld steht.
Anders als die Töchter ihres Bruders ist Birgitta, genau wie ihre Schwestern, nie zu einer schwedischen Herzogin ernannt worden. Alle drei führen daher das schwedische Wappen, ohne Veränderungen in den vier Feldern. Im ersten und vierten Feld in Blau drei (2:1) gestellte goldene Kronen (für das kleine Reichswappen Schwedens). Im zweiten und dritten Feld liegt in Blau, auf drei silbernen schräglinken Wellenbalken, ein goldener rotgezungter und rotbewehrter goldgekrönter Löwe (Folkunger-Wappen).
Auf dem Schild ruht eine goldene, fünfzackige Prinzenkrone mit Spitzenperlen und blauer Mütze mit Goldkronen. Zwischen den Spitzen sind schwarze senkrecht gestellte Wasagarben abgebildet.
Das eigentliche Wappen wird vom Band des Königlichen Seraphinenordens umschlossen.

## Vorfahren
| Ahnentafel von Brigitta von Schweden | Ahnentafel von Brigitta von Schweden | Ahnentafel von Brigitta von Schweden | Ahnentafel von Brigitta von Schweden | Ahnentafel von Brigitta von Schweden | Ahnentafel von Brigitta von Schweden | Ahnentafel von Brigitta von Schweden | Ahnentafel von Brigitta von Schweden | Ahnentafel von Brigitta von Schweden |
| ------------------------------------ | --- | --- | --- | --- | --- | --- | --- | --- |
| Ururgroßeltern                       | König Oskar II. (1829–1907) ⚭ 1857 Prinzessin Sophia von Nassau (1836–1913)                                                                | Großherzog Friedrich I. von Baden (1826–1907) ⚭ 1856 Prinzessin Luise von Preußen (1838–1923)                                              | Prinz Albert von Sachsen-Coburg und Gotha (1819–1861) ⚭ 1840 Königin Victoria von Großbritannien und Irland (1819–1901)                    | Prinz Friedrich Karl Nikolaus von Preußen (1828–1885) ⚭ 1854 Prinzessin Maria Anna von Anhalt-Dessau (1837–1906)                           | Prinz Albert von Sachsen-Coburg und Gotha (1819–1861) ⚭ 1840 Königin Victoria von Großbritannien und Irland (1819–1901)                                  | Fürst Georg Viktor zu Waldeck und Pyrmont (1831–1893) ⚭ 1853 Prinzessin Helene von Nassau-Weilburg (1831–1888)                                           | Herzog Friedrich von Schleswig-Holstein-Sonderburg-Glücksburg (1814–1885) ⚭ 1854 Prinzessin Adelheid Christine zu Schaumburg-Lippe (1821–1899)                                     | Herzog Friedrich VIII. von Schleswig-Holstein (1829–1880) ⚭ 1856 Prinzessin Adelheid Victoria zu Hohenlohe-Langenburg (1835–1900)                                                  |
| Urgroßeltern                         | König Gustav V. (1858–1950) ⚭ 1881 Prinzessin Viktoria von Baden (1862–1930)                                                               | König Gustav V. (1858–1950) ⚭ 1881 Prinzessin Viktoria von Baden (1862–1930)                                                               | Prinz Arthur, Duke of Connaught and Strathearn (1850–1942) ⚭ 1879 Prinzessin Luise Margareta von Preußen (1860–1917)                       | Prinz Arthur, Duke of Connaught and Strathearn (1850–1942) ⚭ 1879 Prinzessin Luise Margareta von Preußen (1860–1917)                       | Prinz Leopold, Duke of Albany (1853–1884) ⚭ 1882 Prinzessin Helene zu Waldeck und Pyrmont (1861–1922)                                                    | Prinz Leopold, Duke of Albany (1853–1884) ⚭ 1882 Prinzessin Helene zu Waldeck und Pyrmont (1861–1922)                                                    | Herzog Friedrich Ferdinand von Schleswig-Holstein-Sonderburg-Glücksburg (1855–1934) ⚭ 1885 Prinzessin Caroline Mathilde von Schleswig-Holstein-Sonderburg-Augustenburg (1860–1932) | Herzog Friedrich Ferdinand von Schleswig-Holstein-Sonderburg-Glücksburg (1855–1934) ⚭ 1885 Prinzessin Caroline Mathilde von Schleswig-Holstein-Sonderburg-Augustenburg (1860–1932) |
| Großeltern                           | König Gustav VI. Adolf (1882–1973) ⚭ 1905 Prinzessin Margaret of Connaught (1882–1920)                                                     | König Gustav VI. Adolf (1882–1973) ⚭ 1905 Prinzessin Margaret of Connaught (1882–1920)                                                     | König Gustav VI. Adolf (1882–1973) ⚭ 1905 Prinzessin Margaret of Connaught (1882–1920)                                                     | König Gustav VI. Adolf (1882–1973) ⚭ 1905 Prinzessin Margaret of Connaught (1882–1920)                                                     | Herzog Carl Eduard von Sachsen-Coburg und Gotha (1884–1954) ⚭ 1905 Prinzessin Viktoria Adelheid von Schleswig-Holstein-Sonderburg-Glücksburg (1885–1970) | Herzog Carl Eduard von Sachsen-Coburg und Gotha (1884–1954) ⚭ 1905 Prinzessin Viktoria Adelheid von Schleswig-Holstein-Sonderburg-Glücksburg (1885–1970) | Herzog Carl Eduard von Sachsen-Coburg und Gotha (1884–1954) ⚭ 1905 Prinzessin Viktoria Adelheid von Schleswig-Holstein-Sonderburg-Glücksburg (1885–1970)                           | Herzog Carl Eduard von Sachsen-Coburg und Gotha (1884–1954) ⚭ 1905 Prinzessin Viktoria Adelheid von Schleswig-Holstein-Sonderburg-Glücksburg (1885–1970)                           |
| Eltern                               | Gustav Adolf Erbprinz von Schweden, Herzog von Västerbotten (1906–1947) ⚭ 1932 Prinzessin Sibylla von Sachsen-Coburg und Gotha (1908–1972) | Gustav Adolf Erbprinz von Schweden, Herzog von Västerbotten (1906–1947) ⚭ 1932 Prinzessin Sibylla von Sachsen-Coburg und Gotha (1908–1972) | Gustav Adolf Erbprinz von Schweden, Herzog von Västerbotten (1906–1947) ⚭ 1932 Prinzessin Sibylla von Sachsen-Coburg und Gotha (1908–1972) | Gustav Adolf Erbprinz von Schweden, Herzog von Västerbotten (1906–1947) ⚭ 1932 Prinzessin Sibylla von Sachsen-Coburg und Gotha (1908–1972) | Gustav Adolf Erbprinz von Schweden, Herzog von Västerbotten (1906–1947) ⚭ 1932 Prinzessin Sibylla von Sachsen-Coburg und Gotha (1908–1972)               | Gustav Adolf Erbprinz von Schweden, Herzog von Västerbotten (1906–1947) ⚭ 1932 Prinzessin Sibylla von Sachsen-Coburg und Gotha (1908–1972)               | Gustav Adolf Erbprinz von Schweden, Herzog von Västerbotten (1906–1947) ⚭ 1932 Prinzessin Sibylla von Sachsen-Coburg und Gotha (1908–1972)                                         | Gustav Adolf Erbprinz von Schweden, Herzog von Västerbotten (1906–1947) ⚭ 1932 Prinzessin Sibylla von Sachsen-Coburg und Gotha (1908–1972)                                         |
| Birgitta von Schweden                | | | | | | | | |

## Bilder

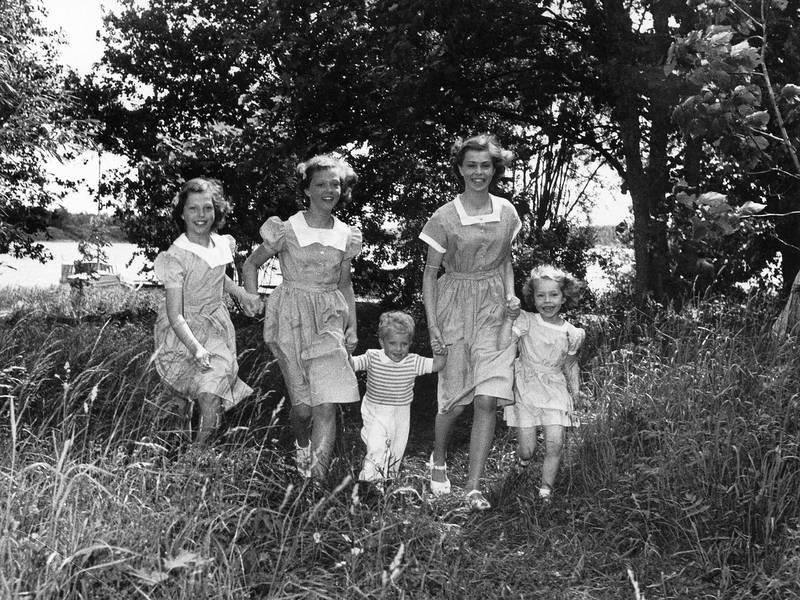
Die Prinzessinnen Margaretha, Birgitta, Désirée und Christina mit ihrem Bruder Carl Gustav (1948)
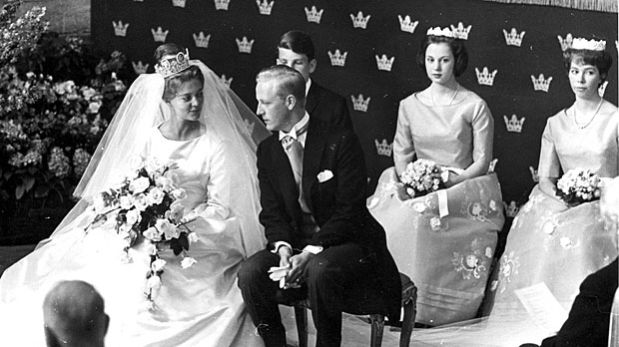
Birgitta bei ihrer Hochzeit mit Johann Georg Prinz von Hohenzollern (1961)
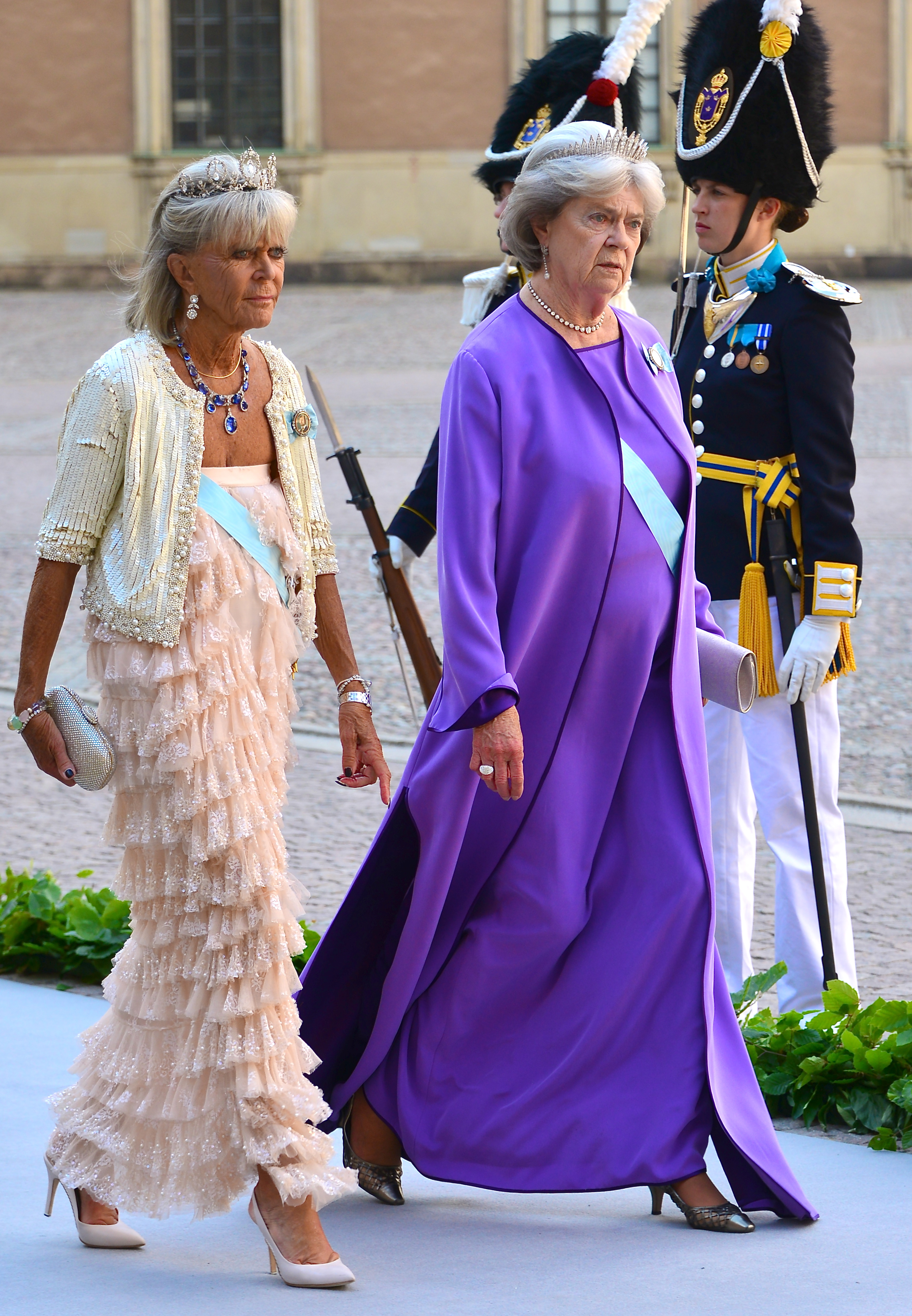
Prinzessin Birgitta und Prinzessin Margaretha bei der Hochzeit von Prinzessin Madeleine (2013)